# Мендоса, Серхио
Се́рхио Джова́ни Мендо́са Эскоба́р (исп. Sergio Giovany Mendoza Escobar; 23 мая 1981, Эль-Прогресо, Йоро) — гондурасский футболист, правый защитник. Выступал за сборную Гондураса.
За свою карьеру Мендоса поиграл в трёх наиболее сильных и титулованных клубах Гондураса, начал он свою карьеру в клубе «Реал Эспанья», после которого играл в двух других сильнейших клубах Гондураса, «Олимпии» и «Мотагуа».
В национальной сборной Серхио Мендоса дебютировал 2 марта 2002 года в матче со сборной США, сыграв за это время в её составе в 52 матчах и забив в них 1 гол. Был включён в заявку Гондураса на чемпионат мира 2010.

## Голы за сборную
| # | Дата        | Место                                | Соперник  | Счёт | Результат | Турнир            |
| - | ----------- | ------------------------------------ | --------- | ---- | --------- | ----------------- |
| 1 | 30 мая 2008 | США, Форт-Лодердейл, Локхарт Стэдиум | Венесуэла | 1:0  | 1:1       | Товарищеский матч |